# Franckepark
Der Franckepark liegt im Berliner Ortsteil Tempelhof zwischen Albrechtstraße und Theodor-Francke-Straße. Er ist nach dem Kaufmann Theodor Francke (1830–1896) benannt. Der Park ist Teil einer Kette von Parkanlagen, die zusammen mit dem Bosepark, dem Alten Park sowie dem Lehnepark ein Naherholungsgebiet in Tempelhof bilden.

## Geschichte
Francke besaß in der Nähe eine Bleiche für Elfenbein. Da er Platz für das Material benötigte, wurde die Fläche zum Lager ausgebaut. Im Jahr 1875 gestaltete Jonathan Kaehler im Auftrag der Familie Francke das Gelände als Privatpark um, unter anderem entstand ein Rodelhügel. Franckes Erben verschenkten den Park 1924 an die Gemeinde Berlin, die eine Neugestaltung vornahm. Unter Rudolf Fischer wurden in den Jahren 1925–1928 Areale mit landschaftlichem Charakter, ein Rosengarten sowie ein Damwildgehege angelegt. Fischer ließ darüber hinaus noch eine Tanzfläche, ein Parkcafé, eine Fasanerie und ein Vogelhaus errichten.
Im Zweiten Weltkrieg wurde die Grünanlage weitgehend zerstört. So ließ das Bezirksamt Tempelhof den Park 1954–1955 neu herstellen.

## Ausgestaltung
Der Rosengarten ist erhalten. Die Auflösung des Damwildgeheges nach fast 90 Jahren wurde Ende September 2018 von der Bezirksverordnetenversammlung beschlossen. Im Februar 2019 ließ das Bezirksamt die verbliebenen elf Tiere aus dem Gehege in den brandenburgischen Wildpark Glauer Tal umsiedeln. Im Oktober 2019 wurde die Umgestaltung des Parks abgeschlossen. Die Umzäunung des ehemaligen Tiergeheges wurde entfernt, die Senke und der Francketeich wurden renaturiert. Am oberen Bereich des Hanges wurde unter Einbeziehung der Aussichtsplattform ein Weg auf historischer Trasse neu angelegt.
Beim Betreten des Parks von der Theodor-Francke-Straße war unvermittelt die Bronze-Skulptur einer Eule zu sehen, die „die Scheinwerferlichter der in der Sackgasse wendenden Wagen nachts schon mal mit großen Augen gespenstisch reflektiert.“ Im Jahr 1930 stand hier die Plastik  eines Ziegenböckchens als Brunnenfigur, die 1942 eingeschmolzen wurde. Die Eule von Egon Stolterfoht war ein Provisorium von 1964. Seit dem 13. April 2013 ist die Eule verschwunden, vermutlich von Metalldieben gestohlen. An ihrer Stelle steht jetzt zur Erinnerung eine etwa 40 cm hohe Nachbildung aus Holz auf dem Sockel.
Am Hang gibt es einen offenen mit Pflanzen bewachsenen Pavillon, in dessen Mitte die Skulptur Sitzender Knabe auf einem Feldsteinpostament platziert wurde. Die zwischen 1894 und 1898 entstandene Skulptur des Bildhauers Eduardo Rossi ist in der Nacht vom 20. auf den 21. Februar 2025 von ihrem Sockel entwendet worden. Im Halbrund sind Sitzbänke angeordnet.
Markant ist die tiefe Senke, die den Park prägt. Dort befand sich bis 1906 als Krummer Pfuhl einer der Toteis-Teiche, die noch heute Tempelhof bereichern. 1861 wurde hier eine Badeanstalt mit zwei abgetrennten Bereichen für Damen und Herren eröffnet. Beim Bau des Teltowkanals sank der Grundwasserspiegel. Die Senke fiel weitgehend trocken, es blieb ein kleiner Tümpel, das flächenhafte Naturdenkmal Francketeich. Von 1954 bis 2019 war die Senke Teil des ehemaligen Wildgeheges.
Der Park ist bei Läufern beliebt, da er drei unterschiedliche Laufstrecken mit kleinen Steigungen anbietet.
Ein barrierefreier Zugang ist über die Zugänge Tempelhofer Rathaus (Kleingartenkolonie ‚Feldblume‘), Götzstraße (über den Schwarzen Weg) und die Albrechtstraße möglich.

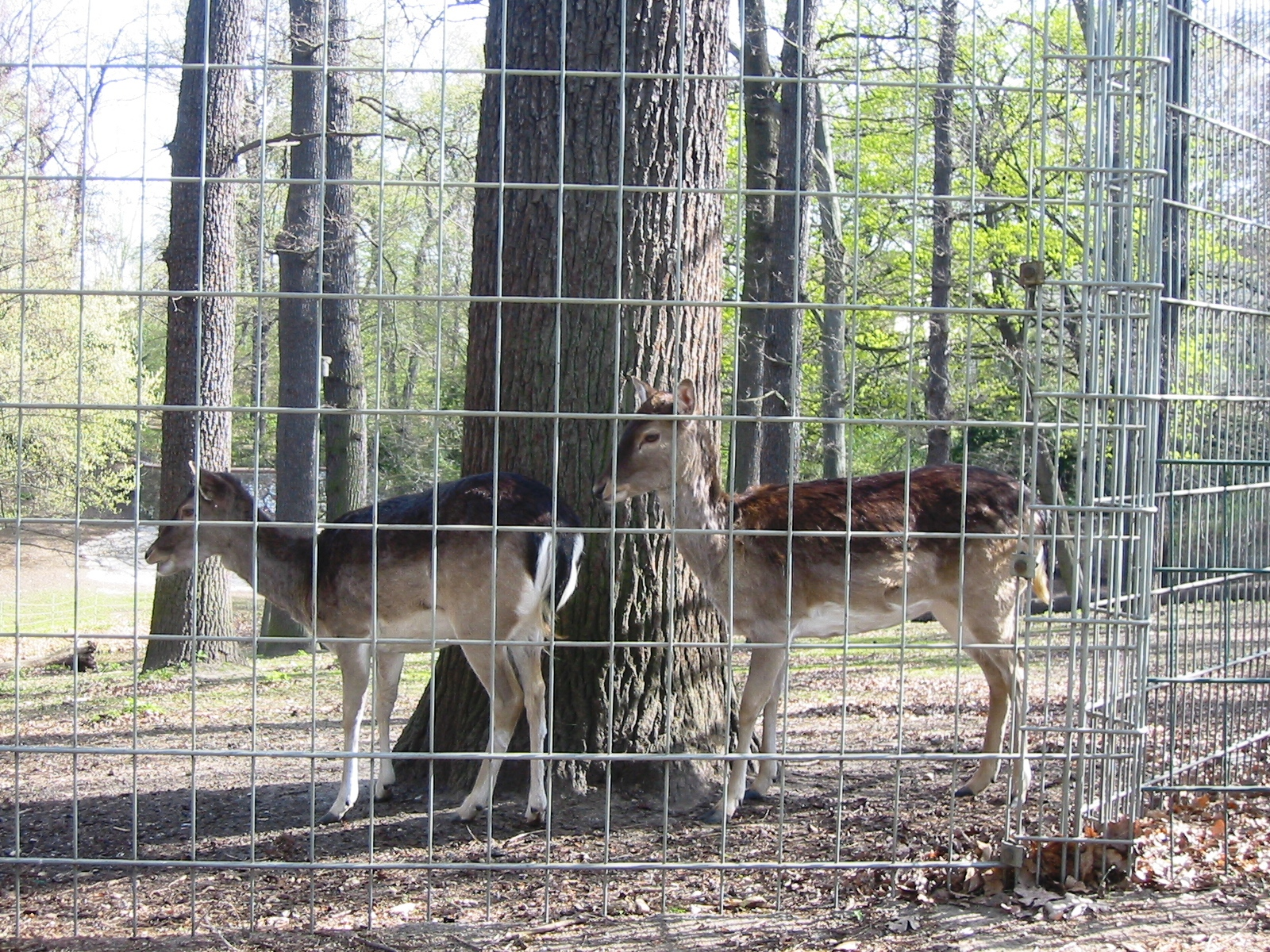
Damwild im Franckepark (bis Februar 2019)
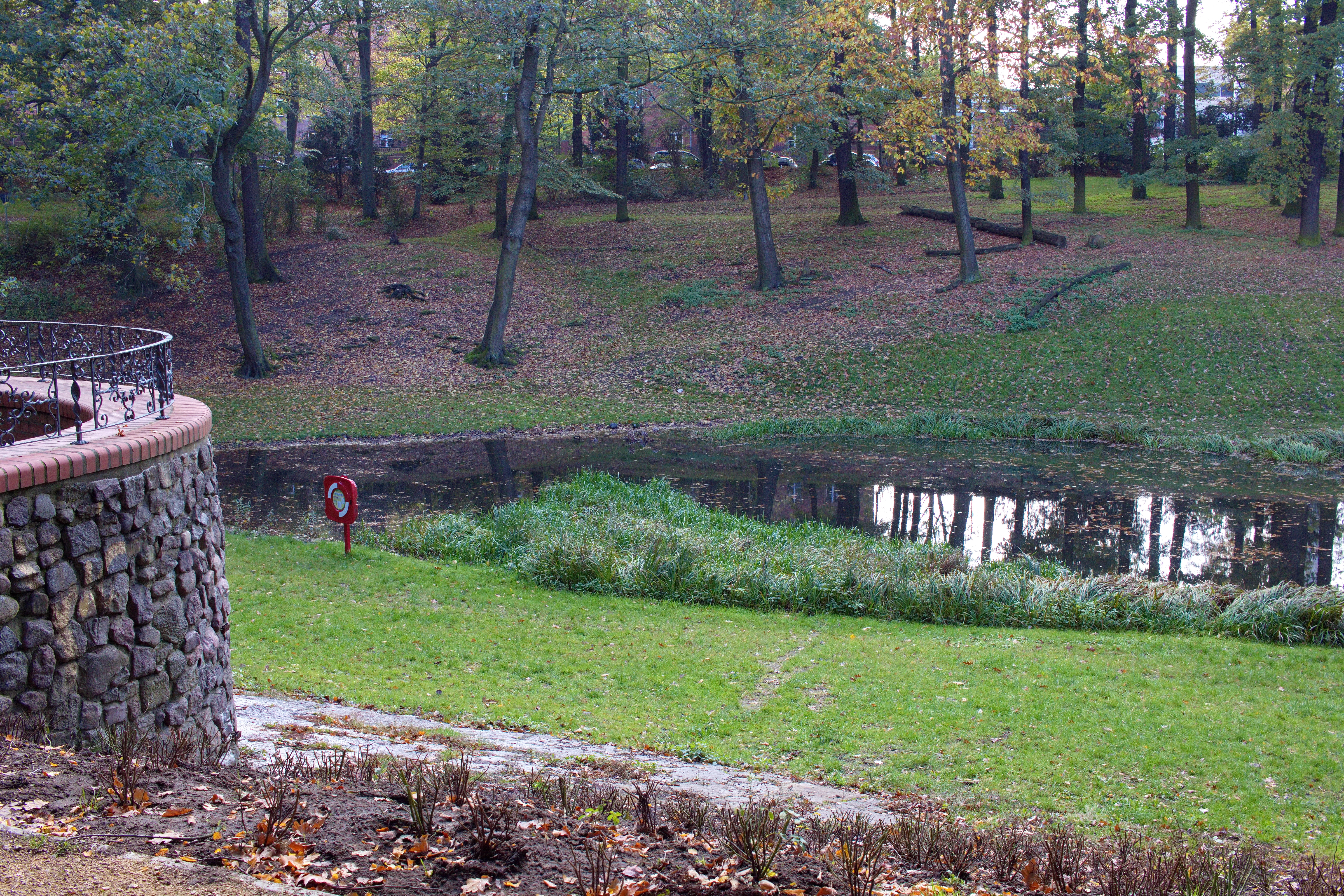
Francketeich, Oktober 2019
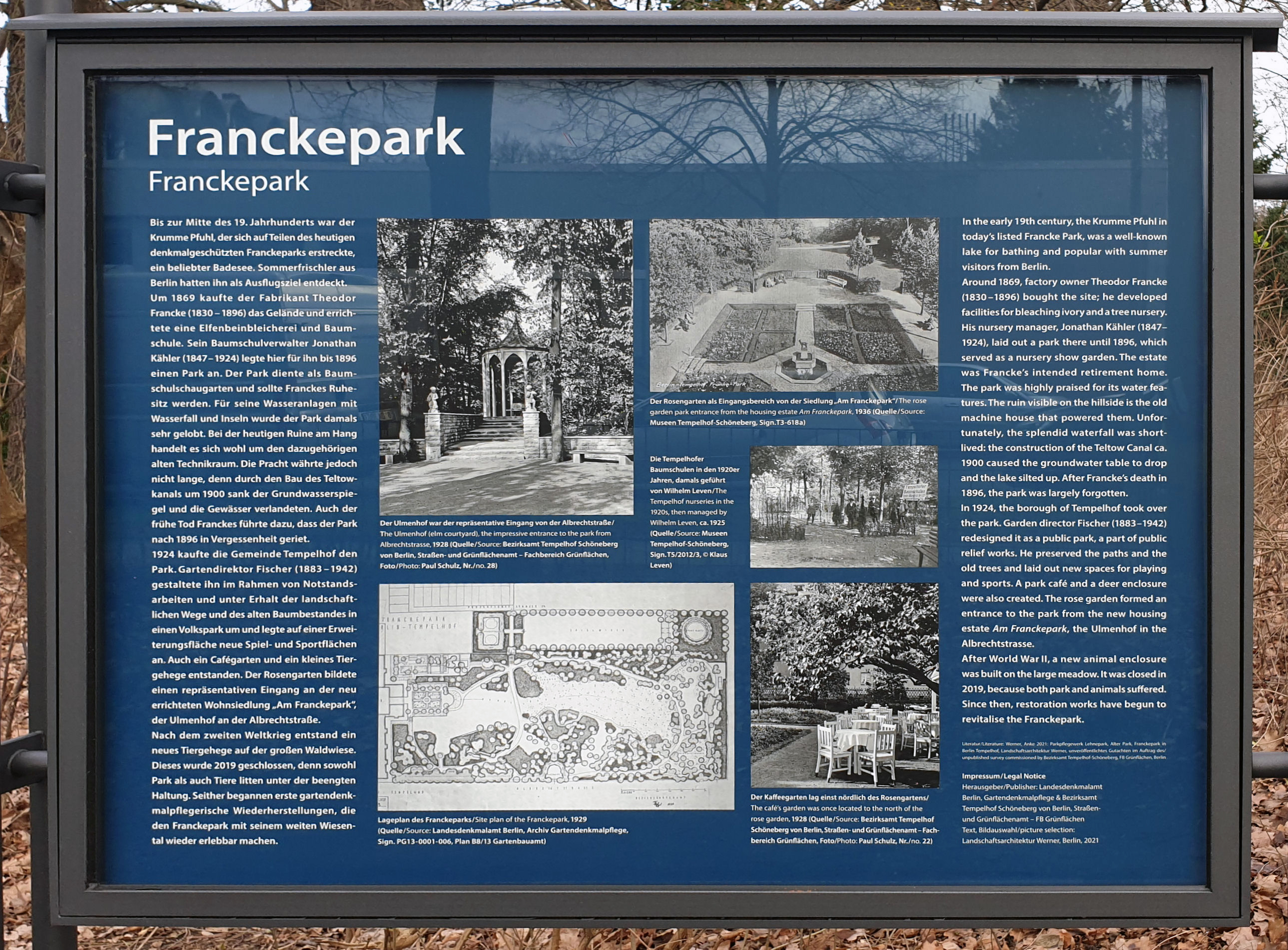
Gedenktafel